# Hán al-Síh-i offenzíva
A 2016. október-novemberi Hán al-Síh-i offenzíva a Szír Hadsereg offenzívája volt Ríf Dimask kormányzóságban, melyet 2016. október elején indított meg. Fő célja Nyugat-Gúta felkelők kezén lévő részének elfoglalása volt. A felkelők legfontosabb központja ebben a térségben Hán al-Síh területén helyezkedett el.

## Az offenzíva
Az offenzívát 2016. október 1-én indították meg, mikor a Hadsereg 24 óra alatt 10 km-nyi farm felett szerezte meg az ellenőrzést a Hán Síhtól keltre fekvő Deir Khabiyeh mellett. Deir Khabiyeh farmterületét október 3-ra sikerült bizonyossággal megszerezniük. Tíz nappal később a Hadsereg megszerezte Deir Khabiyeh területétől nyugatra fekvő elhagyatott katonai repteret, így keletről és nyugatról elzárta a várost a külvilágtól. Másnap elfoglalták Deir Khabiyeh városát, innét pedig Hán al-Síh felé vették az irányt.
Október 7. és 9. között a Hadsereg Al-Mokaylebah közelében elfoglalta a Milano Acélgyárat, valamint a várostól 1 km-re fekvő Al-Wadi területet, miközben Hán al-Síh délnyugati kerületeiben is előre törtek.
Október 18-án egy lehetséges megállapodás látszott létrejönni a katonaság és a Zakiyah városában lévő felkelők között.
Október 21-re, miután újabb területeket szereztek meg Hán al-Síh délkeleti külvárosaiban az Al-Buwaydah Farmoknál, a kormány csapatai áttörték a felkelők vonalait, és biztosították aváros délnyugati sarkát. Két nappal később elfoglalták Hán al-Síh északnyugati farmterületeit is, így részben körbe kerítették a várost. Október 24-én visszaverték a felkelők Hán al-Síh-iu ellentámadását.
Október 28-ra a várost teljesen bekerítették, miután elfoglaltak egy közeli, elhagyott légi bázist is. Ezzl sikerült elvágni a felkelők utánpótlási útvonalát Hán al-Síh és Zakiyah között. November 2-3-án a kormány seregei újabb területekre tettek szert az Al-Buwaydah Farmok környékén November 4-én elfoglalták Al-Buwaydah falvát is. November 3-án 33 felkelőt öltek meg a harcokban.
November 5-én a Hán a-Síhban maradt felkelők tárgyalásokat kezdtek a megadás és a területről történő evakuálás feltételeiről. Ezzel párhuzamosan az utóbbi 24 órában a Hadsereg nagyjából 35 hordóbombát dobott a városra. November 6-án eredménytelenül zárultak a megbeszélések, és a Hadsereg folytatta a hadjáratát, és elfoglalta a légvédelmi házakat. két nappal később visszaverték a felkelők Al-Buwaydah farmjai ellen indított ellentámadását. A Hadsereg ezután a Drosha út elfoglalásának vágott neki, így szűkítve a bekerített területet. Ennek hatására a felkelők újabb tárgyalási kört javasoltak.
November 9-ig összesen 48 hordóbombát dobtak és 23 föld-föld rakétát lőttek ki a városra. November 10-én a felkelők Al-Buwaydah és Deir Khabiyeh között sikerrel jutottak előrébb. November 11. és 13. között további 73 hordóbombát dobtak Hán al-Síh területére. Eközben a Hadsereg megszervezte, hogy a város keleti Zuhair kerületéhez képest tűztávolságon belülre kerüljön. Ekkorra a várost így teljesen körülzárta. Elfoglalták Nyugat-Gútában a felkelők legnagyobb fegyverraktárát, egy állattelepet és a Légvédelmi Bázis épületeihez közel fekvő Khirbet Khan al-Shiht is.
November 16-án visszaverték a felkelők Hán al-Síh ellen indított ellentámadását. Másnap a hadsereg elfoglalta Mid’aani környékén a farmokat, A jelentések szerint a kezükre jutott a Skaik farmok területe is Hán al-Síh közelében.
November 19-én a Hadsereg újabb területeket szerzett meg, mikor elfoglalta Hán al-Síh keleti felén annak Qusur negyedét, miközben a várostól nyugatra is szerzett újabb területeket. Estére egy megállapodást kötöttek a felkelőkkel, hogy feladják a várost. A szerződés pontjainak értelmében a Hadsereg kivonul a pár órája elfoglalt Qusur kerületből,és egy 48 órás tűzszünet vette kezdetét. Amíg tart a tűzszünet, addig a felkelőket evakuálhatták a társaik kezén lévő Idlib kormányzóságba. 1000 felkelőt kellett Idlibbe szállítani, míg az ottmaradottak ügyét a szír hatóságok rendezik.
November 27-én a felkelők beszolgáltatták a nehéztüzérségi eszközeiket, másnap pedig 1450 harcos, valamint 1400 családtagjuk indult meg Idlib kormányzóság irányába. November 29-én Zakiyah milicistái is adták az általuk ellenőrzött területeket a szír kormánynak, és elindultak Idlib felé. Három közeli falu lázadói is beleegyeztek, hogy Nyugat-Gúla felé ők is távoznak. A felkelők utolsó csoportját november 30-án, illetve december 1-én vitték el Hán al-Síh és a környező falvak területéről. leaving the area firmly under government control.